# 油井正一
油井 正一（ゆい しょういち、1918年8月15日 - 1998年6月8日）は、日本のジャズ評論家。1950年代から晩年まで、日本のジャズ評論の第一人者と評される活躍をした。

## 経歴
横浜市生まれ。1924年、神戸市へ移り、同地で育つ。兵庫県立第三神戸中学校を経て、慶應義塾大学法学部に学び1941年に卒業した。ジャズへの関心は学生時代からのもので、当時から既にレコードの収集、ジャズ評論の執筆を始めていた。戦時中は兵役に就き、前橋陸軍予備士官学校から東部22部隊へ配属され、将校として高射砲部隊にいた。戦後は評論活動を再開し、神戸で朝比奈次郎と名乗り、1952年に開局したラジオ神戸（現・ラジオ関西）で「ジャズ・アメリカーナ」という番組を担当し、選曲にもあたった
1955年に神戸から上京し、評論家としての本格的な活動に入った。
雑誌等への執筆の他、ラジオ番組にも数多く出演し、親しみやすい語り口で「講談調」とも評された。1957年から1975年まで、NHKラジオ第2放送の『リズム・アワー』に定期的に出演してスウィング・ジャズを担当した。また、1973年から1979年にかけてFM東京などで放送された『アスペクト・イン・ジャズ』は名番組と評された。
さらに大学の教壇にも立ち、東京藝術大学、桐朋学園大学、東海大学などでジャズに関する講義を担当した。試験の答案には、ほとんどに90点以上の点をつけたとも伝えられている。
1996年には勲四等瑞宝章を受ける。1998年6月8日没、79歳没。
所蔵レコードの一部（およそ8,500枚）は、生前の1995年に北海道新冠町のレ・コード館に寄贈された。また、没後の2003年には、レコードの他、書籍、原稿、音声資料など、遺品のジャズ関連資料1万点あまりが慶應義塾大学アート・センターに寄贈され、2011年から「油井正一アーカイヴ」として公開されている。

## おもな著作

### 著書
- 『ジャズの歴史』東京創元社〈music library〉、1957年6月。 のち1961年3月に改訂版。のち1969年9月に三訂版。のち1971年8月に増訂版。
- 『ジャズの歴史物語』スイングジャーナル社、1972年12月。 
のち2009年8月にアルテスパブリッシングより新装復刊。のち2018年3月に角川書店〈角川ソフィア文庫〉。

- 『ジャズ・クイズ・ブック』新興楽譜出版社、1977年4月。
- 『ジャズ : ベスト・レコード・コレクション』新潮社〈新潮文庫〉、1986年5月。
- マイケル・カスクーナとの共著『ブルーノートjazzストーリー』新潮社〈新潮文庫〉、1987年7月。
- 『生きているジャズ史』シンコー・ミュージック〈文庫〉、1988年6月[11]。のち1998年12月に改訂版。
のち2001年12月に単行本版。のち2016年9月にリットーミュージック〈立東舎文庫〉として再版。
- 『ジャズ・ピアノ : ベスト・レコード・コレクション』新潮社〈新潮文庫〉、1989年7月。
- 『油井正一のジャズ名盤物語 : ベーシック・コレクション126』共同通信社〈FM選書〉、1990年3月。のちリットーミュージックより再版、2017年6月。
- 『JAZZ LADY’S VOCAL : CDで聞く女性ジャズ・ヴォーカリスト20人の魅力と名曲20』主婦の友社〈SHUFUNOTOMO CD BOOKS〉、1990年11月。
- 『ジャズCDベスト・セレクション』新潮社〈新潮文庫〉、1992年8月。
- 『ジャズ昭和史 : 時代と音楽の文化史』行方均編、DU BOOKS、2013年8月。（没後出版）
- 『アスペクト・イン・ジャズ : 甦る100のジャズ・レコード評』音楽出版社〈CDジャーナルムック〉、2014年5月。（没後出版）

### 編著
- 油井正一 編『モダン・ジャズ入門』荒地出版社、1961年6月25日。NDLJP:2493872。
- 油井正一 編『ディキシーランドジャズ入門』荒地出版社、1962年5月30日。NDLJP:2496667。 のち1967年に再版。 のち1975年3月に増訂版。 のち1977年3月に5版。

### 訳書
- ビリー・ホリデイ著 大橋巨泉と共訳 『黒い肌』 清和書院、1957年。
のち改題『奇妙な果実 : ビリー・ホリデイ自伝』 晶文社、1971年。のち再版 1998年。
- ヨアヒム・E.ベーレント著 『ジャズ : その歴史と鑑賞』 誠文堂新光社、1965年。
のち新版『ジャズ：ニューオリンズからフリー・ジャズまで』1973年。
のち改訂新版『ジャズ：ラグタイムからロックまで』1975年。
- ヨアヒム・E.ベーレント著 『フォト・ストーリー・オブ・ジャズ』 講談社、1982年。

## おもな出演

### ラジオ
- NHKラジオ第2「リズムアワー」（1957年～1975年）
- NHK-FM「ステレオリズムアワー」
- FM東京「アスペクト・イン・ジャズ」（1973年～1979年）
- ニッポン放送「あおぞらワイド」（1975年～1976年）
- アール・エフ・ラジオ日本「キング・オブ・ジャズ」
- ミュージックバード「アスペクト・イン・ジャズ」（2006年10月～毎週水曜22:00～23:00 アーカイヴ放送中）